# Золотая малина (премия, 1985)
5-я церемония вручения наград премии «Золотая малина» за сомнительные заслуги в области кинематографа за 1984 год состоялась 24 марта 1985 года в Vine Street Elementary School Auditorium (Голливуд, Калифорния).

## Статистика
| Фильм                                                    | номинации | победы |
| -------------------------------------------------------- | --------- | ------ |
| • Болеро / Bolero                                        | 9         | 6      |
| • Горный хрусталь / Rhinestone                           | 8         | 2      |
| • Гонки «Пушечное ядро» 2 / Cannonball Run II            | 8         | -      |
| • Солнце, море и парни / Where the Boys Are '84          | 5         | 1      |
| • Шина — королева джунглей / Sheena: Queen of the Jungle | 5         | -      |
| • Конан-разрушитель / Conan the Destroyer                | 2         | 1      |
| • Сахара / Sahara                                        | 2         | 1      |

## Список лауреатов и номинантов
Победители выделены отдельным цветом. 
| Категории                             | Лауреаты и номинанты                                                                               | Лауреаты и номинанты                                                        | Лауреаты и номинанты                                                                            |
| ------------------------------------- | -------------------------------------------------------------------------------------------------- | --------------------------------------------------------------------------- | ----------------------------------------------------------------------------------------------- |
| Худший фильм                          | • Болеро / Bolero (Cannon Films) (продюсер: Бо Дерек)                                              | • Болеро / Bolero (Cannon Films) (продюсер: Бо Дерек)                       | • Болеро / Bolero (Cannon Films) (продюсер: Бо Дерек)                                           |
| Худший фильм                          | • Гонки «Пушечное ядро» 2 / Cannonball Run II (Warner Bros.) (продюсер: Альберт С. Радди)          |                                                                             |                                                                                                 |
| Худший фильм                          | • Горный хрусталь / Rhinestone (20th Century-Fox) (продюсеры: Марвин Ворф и Ховард Смит)           |                                                                             |                                                                                                 |
| Худший фильм                          | • Шина — королева джунглей / Sheena: Queen of the Jungle (Columbia) (продюсер: Пол Аратоу)         |                                                                             |                                                                                                 |
| Худший фильм                          | • Солнце, море и парни / Where the Boys Are '84 (Tri-Star) (продюсер: Аллан Карр)                  |                                                                             |                                                                                                 |
| Худшая мужская роль                   | Сильвестр Сталлоне                                                                                 | • Сильвестр Сталлоне — «Горный хрусталь» (за роль Ника Мартинелли)          | • Сильвестр Сталлоне — «Горный хрусталь» (за роль Ника Мартинелли)                              |
| Худшая мужская роль                   | Сильвестр Сталлоне                                                                                 | • Лоренцо Ламас — «Рок тела» (за роль Чилли)                                |                                                                                                 |
| Худшая мужская роль                   | Сильвестр Сталлоне                                                                                 | • Джерри Льюис — «Фарс» (за роль Уилбура Суэйна / Калеба Суэйна)            |                                                                                                 |
| Худшая мужская роль                   | Сильвестр Сталлоне                                                                                 | • Питер О’Тул — «Супердевушка» (за роль Залтара)                            |                                                                                                 |
| Худшая мужская роль                   | Сильвестр Сталлоне                                                                                 | • Бёрт Рейнольдс —                                                          | «Гонки «Пушечное ядро» 2» (за роль Джей-Джей МакЛура) «Заваруха в городе» (за роль Майка Мёрфи) |
| Худшая женская роль                   | Бо Дерек                                                                                           | • Бо Дерек — «Болеро» (за роль Эйри Макгилвари)                             | • Бо Дерек — «Болеро» (за роль Эйри Макгилвари)                                                 |
| Худшая женская роль                   | Бо Дерек                                                                                           | • Фэй Данауэй — «Супердевушка» (за роль Селены)                             |                                                                                                 |
| Худшая женская роль                   | Бо Дерек                                                                                           | • Ширли Маклейн — «Гонки «Пушечное ядро» 2» (за роль Вероники)              |                                                                                                 |
| Худшая женская роль                   | Бо Дерек                                                                                           | • Таня Робертс — «Шина — королева джунглей» (за роль Шины)                  |                                                                                                 |
| Худшая женская роль                   | Бо Дерек                                                                                           | • Брук Шилдс — «Сахара» (за роль Дейл)                                      |                                                                                                 |
| Худшая мужская роль второго плана     | Брук Шилдс                                                                                         | • Брук Шилдс (в мужской одежде с усами) — «Сахара»                          | • Брук Шилдс (в мужской одежде с усами) — «Сахара»                                              |
| Худшая мужская роль второго плана     | Брук Шилдс                                                                                         | • Робби Бенсон — «Гарри и сын» (за роль Говарда Кича)                       |                                                                                                 |
| Худшая мужская роль второго плана     | Брук Шилдс                                                                                         | • Сэмми Дэвис мл. — «Гонки «Пушечное ядро» 2» (за роль Морриса Фендербаума) |                                                                                                 |
| Худшая мужская роль второго плана     | Брук Шилдс                                                                                         | • Джордж Кеннеди — «Болеро» (за роль Коттона)                               |                                                                                                 |
| Худшая мужская роль второго плана     | Брук Шилдс                                                                                         | • Рон Либман — «Горный хрусталь» (за роль Фредди Юго)                       |                                                                                                 |
| Худшая женская роль второго плана     | Линн-Холли Джонсон                                                                                 | • Линн-Холли Джонсон — «Солнце, море и парни» (за роль Лори Джеймсон)       | • Линн-Холли Джонсон — «Солнце, море и парни» (за роль Лори Джеймсон)                           |
| Худшая женская роль второго плана     | Линн-Холли Джонсон                                                                                 | • Сьюзан Энтон — «Гонки «Пушечное ядро» 2» (за роль Джилл)                  |                                                                                                 |
| Худшая женская роль второго плана     | Линн-Холли Джонсон                                                                                 | • Оливия д’Або —                                                            | «Болеро» (за роль Паломы), «Конан-разрушитель» (за роль принцессы Дженны)                       |
| Худшая женская роль второго плана     | Линн-Холли Джонсон                                                                                 | • Мэрилу Хеннер — «Гонки «Пушечное ядро» 2» (за роль Бетти)                 |                                                                                                 |
| Худшая женская роль второго плана     | Линн-Холли Джонсон                                                                                 | • Дайан Лейн —                                                              | Клуб «Коттон» (за роль Веры Сисеро), «Улицы в огне» (за роль Эллен Эйм)                         |
| Худший режиссёр                       | | • Джон Дерек за фильм «Болеро»                                              | • Джон Дерек за фильм «Болеро»                                                                  |
| Худший режиссёр                       | • Боб Кларк — «Горный хрусталь»                                                                    |                                                                             |                                                                                                 |
| Худший режиссёр                       | • Брайан Де Пальма — «Двойник тела»                                                                |                                                                             |                                                                                                 |
| Худший режиссёр                       | • Джон Гиллермин — «Шина — королева джунглей»                                                      |                                                                             |                                                                                                 |
| Худший режиссёр                       | • Хэл Нидэм — «Гонки «Пушечное ядро» 2»                                                            |                                                                             |                                                                                                 |
| Худший сценарий                       | • Джон Дерек — «Болеро»                                                                            | • Джон Дерек — «Болеро»                                                     |                                                                                                 |
| Худший сценарий                       | • Харви Миллер, Хэл Нидэм и Альберт С. Радди — «Гонки «Пушечное ядро» 2»                           |                                                                             |                                                                                                 |
| Худший сценарий                       | • Фил Олден Робинсон и Сильвестр Сталлоне — «Горный хрусталь»                                      |                                                                             |                                                                                                 |
| Худший сценарий                       | • Дэвид Ньюман, Лоренцо Семпл мл. и Лесли Стивенс — «Шина — королева джунглей»                     |                                                                             |                                                                                                 |
| Худший сценарий                       | • Стью Кригер и Джефф Буркхарт — «Солнце, море и парни»                                            |                                                                             |                                                                                                 |
| Худшая новая звезда                   | Оливия д’Або                                                                                       | • Оливия д’Або —                                                            | «Болеро» (за роль Паломы), «Конан-разрушитель» (за роль принцессы Дженны)                       |
| Худшая новая звезда                   | Оливия д’Або                                                                                       | • Мишель Джонсон — «Во всём виноват Рио» (за роль Дженнифер Лайонс)         |                                                                                                 |
| Худшая новая звезда                   | Оливия д’Або                                                                                       | • Аполлония Котеро — «Пурпурный дождь» (за роль Аполлонии)                  |                                                                                                 |
| Худшая новая звезда                   | Оливия д’Або                                                                                       | • Андреа Оккипинти — «Болеро» (за роль Анхела)                              |                                                                                                 |
| Худшая новая звезда                   | Оливия д’Або                                                                                       | • Расселл Тодд — «Солнце, море и парни» (за роль Скотта Нэша)               |                                                                                                 |
| Худшая музыка к фильму                | • Питер Бернстайн и Элмер Бернстайн — «Болеро»                                                     | • Питер Бернстайн и Элмер Бернстайн — «Болеро»                              | • Питер Бернстайн и Элмер Бернстайн — «Болеро»                                                  |
| Худшая музыка к фильму                | • Джорджо Мородер — «Метрополис» (версия 1984 года) и «Похититель сердец»                          |                                                                             |                                                                                                 |
| Худшая музыка к фильму                | • Долли Партон и Майк Пост — «Горный хрусталь»                                                     |                                                                             |                                                                                                 |
| Худшая музыка к фильму                | • Ричард Хартли — «Шина — королева джунглей»                                                       |                                                                             |                                                                                                 |
| Худшая музыка к фильму                | • Сильвестр Левай — «Солнце, море и парни»                                                         |                                                                             |                                                                                                 |
| Худшая песня к фильму                 | • Drinkenstein — «Горный хрусталь» — слова и музыка: Долли Партон                                  | • Drinkenstein — «Горный хрусталь» — слова и музыка: Долли Партон           | • Drinkenstein — «Горный хрусталь» — слова и музыка: Долли Партон                               |
| Худшая песня к фильму                 | • Love Kills — «Метрополис» (версия 1984 года) — музыка и слова: Фредди Меркьюри и Джорджо Мородер |                                                                             |                                                                                                 |
| Худшая песня к фильму                 | • Sex Shooter — «Пурпурный дождь» — музыка и слова: Принс                                          |                                                                             |                                                                                                 |
| Худшая песня к фильму                 | • Smooth Talker — «Рок тела» — Дэвид Сембелло, Майкл Сембелло и Марк Хадсон                        |                                                                             |                                                                                                 |
| Худшая песня к фильму                 | • Sweet Lovin' Friends — «Горный хрусталь» — музыка и слова: Долли Партон                          |                                                                             |                                                                                                 |
| Премия за худшие достижения в карьере | Линда Блэр                                                                                         | • Линда Блэр — Razzie scream queen                                          | • Линда Блэр — Razzie scream queen                                                              |